# Giacomo Banchelli
Giacomo Banchelli (Vinci, 14 giugno 1973) è un allenatore di calcio ed ex calciatore italiano, di ruolo attaccante.

## Carriera
È cresciuto nella Fiorentina, con la quale debuttò a 16 anni in Serie A (perse la finale di Coppa UEFA 1989-1990).
Da allora cominciò un lungo girovagare in numerose società, non mantenendo tuttavia le grandi aspettative in lui riposte, alternandosi tra la massima serie ed il campionato cadetto, per poi scendere nelle serie minori. Conclude la carriera nel 2010 nell'Eccellenza toscana nella squadra della Pistoiese, nella quale aveva già alcune esperienze nel 2000 e nel 2002.
Ha complessivamente totalizzato 29 presenze e 7 reti in serie A con le maglie di Fiorentina, Cagliari e Atalanta, e 137 presenze e 34 reti in Serie B.
Nella stagione sportiva 2010-2011 ha concluso la carriera nella USC Montelupo di Montelupo Fiorentino militante nel campionato regionale toscano di Promozione.
Dalla stagione sportiva 2011-2012 ricopre il ruolo di allenatore della squadra juniores della USC Montelupo. Nella stagione sportiva 2012-2013 milita nella squadra Impruneta Tavarnuzze, partecipante al campionato di Prima Categoria, girone C. nel 2015 gioca con il S.Maria Montecalvoli
Ha iniziato la carriera di allenatore al Vinci, proseguendola al Fucecchio (vittoria campionato Prima Categoria) e in seguito a Montelupo Fiorentino, nel 2019 allena la juniores della Larcianese
Nella stagione 2023-2024 ricopre il ruolo di allenatore nel G.S. Monterappoli, frazione di Empoli, squadra militante nel campionato di Seconda Categoria.

## Palmarès

### Club

#### Competizioni nazionali
- Campionato italiano di Serie B: 1

Fiorentina: 1993-1994
- Coppa Italia: 1

Fiorentina: 1995-1996

#### Competizioni giovanili
- Torneo di Viareggio: 1

Fiorentina: 1992